# GPS卫星

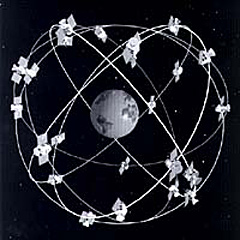
GPS衛星星座

GPS衛星是指全球定位系統中所使用的人造衛星。第一顆衛星Navstar 1於1978年2月22日發射升空。GPS的人造衛星由美國太空軍第50航空聯隊負責運營。
GPS衛星可分為試驗衛星和工作衛星兩大類。

## 試驗衛星Block I
試驗衛星也叫原型衛星。從1978年發射第一顆Navstar 1以來，美國在1978年至1985年間從加利福尼亞州的范登堡空軍基地使用擎天神系列運載火箭總共發射了11顆Block I GPS衛星。其中第七顆Navstar 7在1981年12月18日發射失敗，衛星未能進入預定軌道。這些衛星由洛克維爾公司製造，重774kg（包括310kg的燃料），設計壽命為5年。其任務主要是滿足方案論證和整個系統試驗、改進的需要。最後一顆Block I衛星於1985年10月9日發射升空，1995年11月18日退役。

## Block II

### 第一批Block II衛星
美國從佛羅里達州的卡納維拉爾角空軍基地使用德爾塔-2運載火箭於1989年2月14日發射第一顆Block II衛星到1990年10月1日發射最後一顆期間，共成功發射9顆Block II衛星。衛星重7.5噸，設計壽命7.5年，每顆耗資4800萬美元。與試驗衛星Block I相比Block II衛星能夠存儲14天的導航電文並具有實施選擇可用性（SA）和反電子欺騙（AS）功能。最後一顆Block II衛星於2007年3月15日退役。

### Block IIA系列
從1990年到1997年，共有19顆Block IIA系列衛星發射升空。Block IIA中大寫字母A代表Advanced（更先進的）。該系列衛星的質量和設計壽命與Block II系列衛星基本相同。但是卻增加了相互通信的能力，並且存儲導航電文的能力也增至180天。編號35和36號的兩顆衛星還配備了激光反射棱鏡，這樣就可以獨立的跟蹤它們的無線電信號，從而分離出衛星鐘和衛星星曆誤差。最後一顆Black IIA於2019年10月9日退役。

### Block IIR系列
Block IIR系列是由洛克希德·馬丁公司研發一系列「補充」衛星，R代表replenishment（補充）。衛星重2,030 kg，設計使用壽命為10年。該系列第一顆衛星於1997年1月17日發射時因搭載它的德尔塔-2运载火箭在升空後12秒後爆炸而失敗。第一次成功發射是在1997年7月23日。目前有12顆成功發射。

### Block IIR-M系列
Block IIR-M系列衛星是Block IIR系列的升級版，M代表modernized（現代化的）。除了先前GPS衛星廣播的信號外，Block IIR-M系列衛星擁有兩個新的信號：
- 一種新的加載在L2載波上的民用信號---L2C
- 一種加載在L1和L2載波上的軍用信號---M碼

目前有8顆在軌的Block IIR-M系列衛星，由洛克希德·馬丁公司研製。第一顆於2005年9月26日發射，最后一顆于2009年8月17日發射。

### Block IIF系列
Block IIF系列由波音公司研製開發，F代表follow-on（繼任者）。2007年9月9日，波音公司宣佈已經完成了第一顆Block IIF系列衛星的組裝。波音公司簽訂了研製生產全部12顆Block IIF系列衛星的合同，第一顆在2010年由德尔塔-4運載火箭發射升空。最后一颗于2016年发射。

## Block III

### Block IIIA系列
GPS Block IIIA是第三代GPS卫星的第一个系列，包含了新的信号并以更高的功率水平进行广播。该系列第一顆卫星在2018年由獵鷹9號Block 5發射升空。最新一颗于2021年发射。